# Basilic (canon)
 (octobre 2024).
La mise en forme du texte ne suit pas les recommandations de Wikipédia : il faut le « wikifier ».
Les points d'amélioration suivants sont les cas les plus fréquents. Le détail des points à revoir est peut-être précisé sur la page de discussion.
- Les titres sont pré-formatés par le logiciel. Ils ne sont ni en capitales, ni en gras.
- Le texte ne doit pas être écrit en capitales (les noms de famille non plus), ni en gras, ni en italique, ni en « petit »…
- Le gras n'est utilisé que pour surligner le titre de l'article dans l'introduction, une seule fois.
- L'italique est rarement utilisé : mots en langue étrangère, titres d'œuvres, noms de bateaux, etc.
- Les citations ne sont pas en italique mais en corps de texte normal. Elles sont entourées par des guillemets français : « et ».
- Les listes à puces sont à éviter, des paragraphes rédigés étant largement préférés. Les tableaux sont à réserver à la présentation de données structurées (résultats, etc.).
- Les appels de note de bas de page (petits chiffres en exposant, introduits par l'outil «  Source ») sont à placer entre la fin de phrase et le point final[comme ça].
- Les liens internes (vers d'autres articles de Wikipédia) sont à choisir avec parcimonie. Créez des liens vers des articles approfondissant le sujet. Les termes génériques sans rapport avec le sujet sont à éviter, ainsi que les répétitions de liens vers un même terme.
- Les liens externes sont à placer uniquement dans une section « Liens externes », à la fin de l'article. Ces liens sont à choisir avec parcimonie suivant les règles définies. Si un lien sert de source à l'article, son insertion dans le texte est à faire par les notes de bas de page.
- La présentation des références doit suivre les conventions bibliographiques. Il est recommandé d'utiliser les modèles {{Ouvrage}}, {{Chapitre}}, {{Article}}, {{Lien web}} et/ou {{Bibliographie}}. Le mode d'édition visuel peut mettre en forme automatiquement les références.
- Insérer une infobox (cadre d'informations à droite) n'est pas obligatoire pour parachever la mise en page.

Pour une aide détaillée, merci de consulter Aide:Wikification.
Si vous pensez que ces points ont été résolus, vous pouvez retirer ce bandeau et améliorer la mise en forme d'un autre article.
Pour les articles homonymes, voir Basilic.

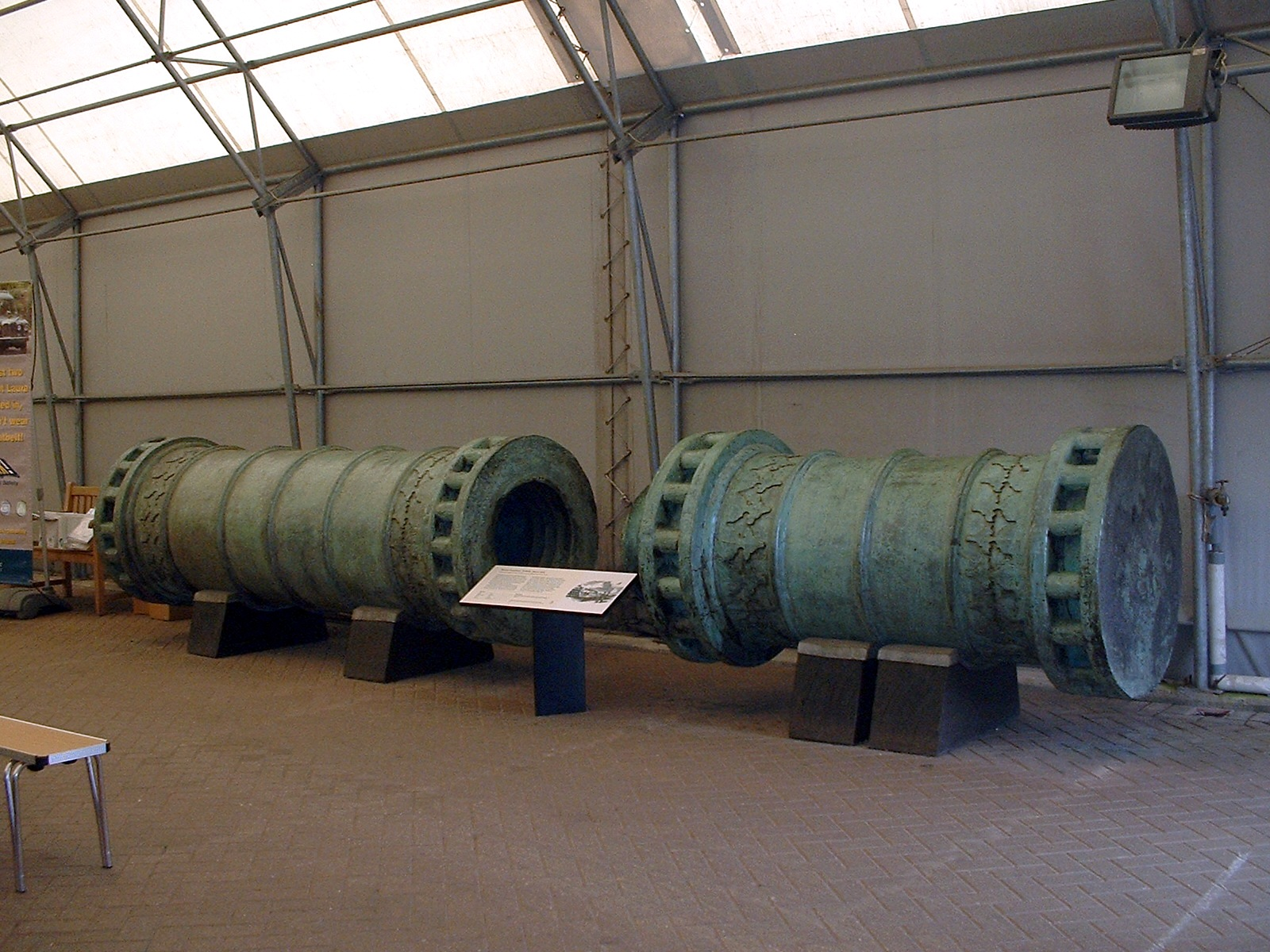
Le canon des Dardanelles est un canon similaire de très grande taille qui a été construit en 1464 par l'ingénieur militaire turc Munir Ali d'après le modèle du canon construit par Urbain.

Le Basilic ou le canon ottoman était un canon de très gros calibre conçu par Urbain, un ingénieur spécialisé dans la fabrication de canon, Saruca Usta et l'architecte Muslihiddin Usta à une époque où les canons étaient encore nouveaux. C'est l'un des plus gros canons jamais construits.
Le canon fut d'abord proposé à Constantin XI, qui le refusa en raison du coût de sa construction. Il fut plus tard offert au sultan ottoman Mehmed II, qui ordonna la construction du canon après avoir appris qu'il pouvait briser des murs en utilisant un gros projectile,. Une fois terminé, le canon fut utilisé par l'armée ottomane lors de la chute de Constantinople et joua un rôle clé en endommageant les murs de Constantinople en 1453.
Urbain a réussi à construire ce canon géant en trois mois à Andrinople. En raison de sa taille, il a du être tiré par 90 bœufs et 400 hommes jusqu'à Constantinople. Les boulets de canon, qui pouvaient être tirés à une distance d'1 km, pesaient 1 200 livres (540 kg). Le canon était vraiment puissant, causant notamment d'importants dégâts aux murs de Constantinople. Le canon a également tué plusieurs des personnes chargées de le manipuler. De plus, en raison du matériau de construction du canon ainsi que de la chaleur intense créée par la charge après chaque tir, le tube du canon devait être trempé dans de l'huile chaude pour empêcher l'air froid de pénétrer et d'élargir les fissures. La chaleur empêchait également de tirer plus de trois fois par jour. Finalement, il a duré six semaines avant de devenir inopérant.
- Longueur : environ 7,32 m
- Diamètre : 76,2 cm
- Boulet de canon : 540 kg
- Portée : environ 1,6 km